# Criollo (persoon)
Een criollo was in het Spaanse koloniale kastensysteem iemand die etnisch Spaans was, maar was geboren in de koloniën. Criollo's stonden in deze hiërarchie van sangre y tierra (bloed en bodem) onder peninsulares (Spanjaarden die in Europa waren geboren), en boven de mestiezen en de mulatten. De maatstaf waarmee bepaald werd of iemand criollo was, was niet bijzonder strikt. Iedereen die in de koloniën geboren was en voor minstens 5/6e etnisch Spaans was, was criollo, dus veel criollo's waren niet "puur" blank maar hadden een klein deel indiaanse of Afrikaanse achtergrond. Soms was het voor iemand die meer dan 1/6e niet-blank was zelfs mogelijk om erkenning als criollo te kopen. In de 18e eeuw raakten de criollo's onder invloed van de Verlichting. Ze begonnen zichzelf americanos te noemen en eisten gelijkstelling met de peninsulares. De Mexicaanse Onafhankelijkheidsoorlog en de Zuid-Amerikaanse Onafhankelijkheidsoorlogen, zoals de Argentijnse, werden dan ook grotendeels geleid door strijdvaardige criollo's.
Hoewel de etymologie van beide woorden hetzelfde is, betekent "criollo" niet altijd hetzelfde als "creool" in Nederland en Suriname. In Suriname worden er daar geboren zwarten, blanken en kleurlingen mee aangeduid die niet tot de inheemse Surinamers horen.

## Bekende Criollo's

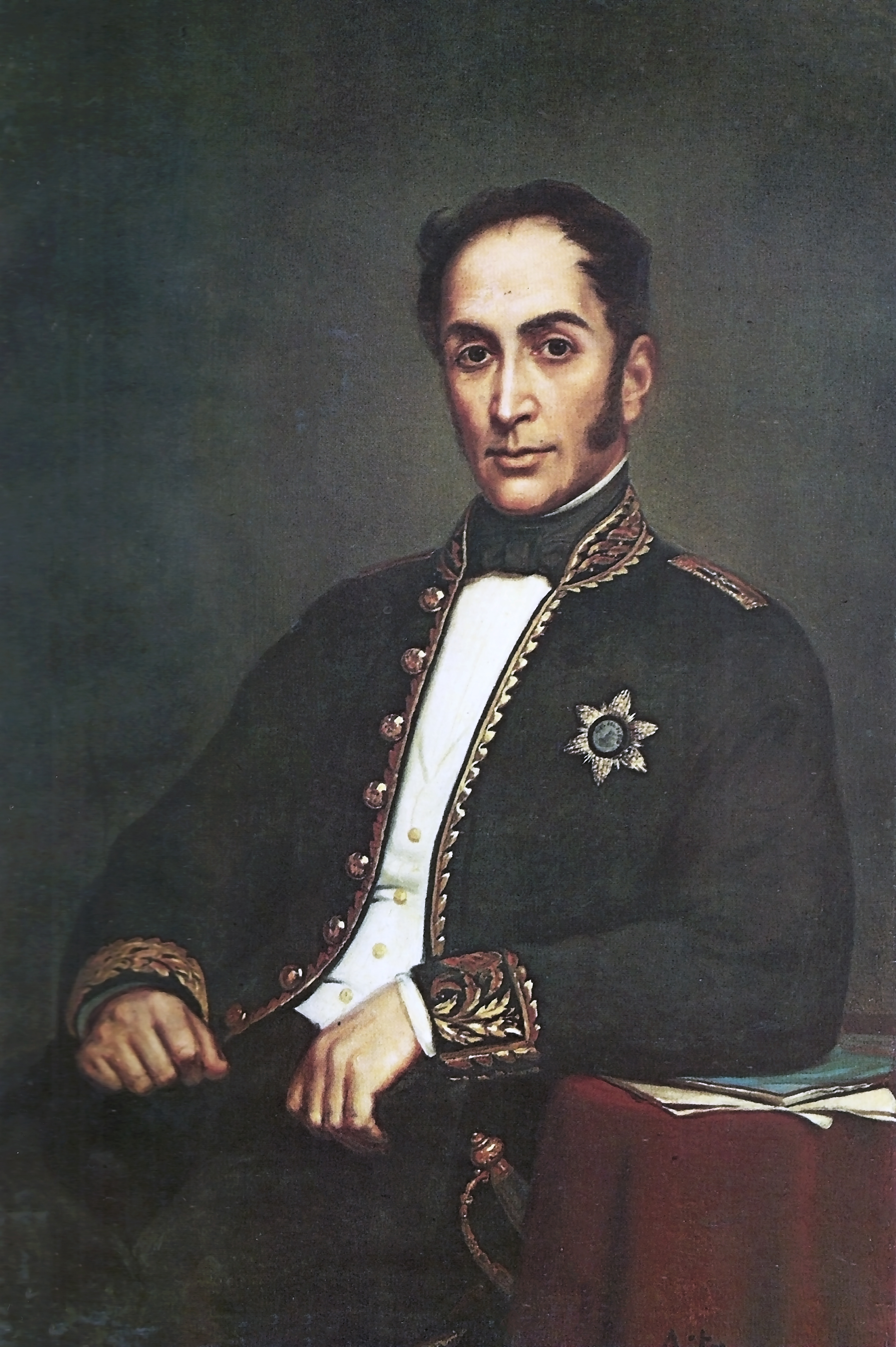
Simón Bolívar
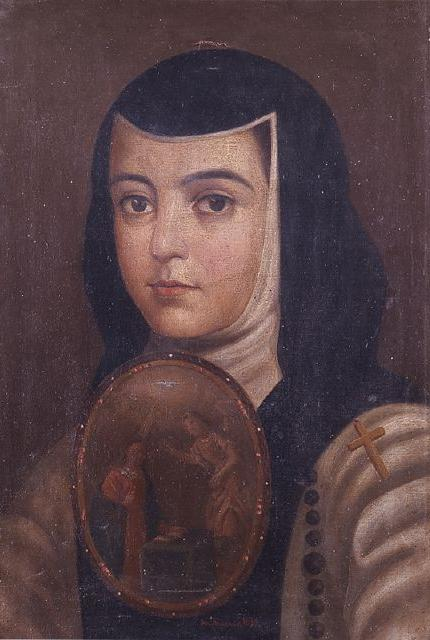
Sor Juana Inés de la Cruz
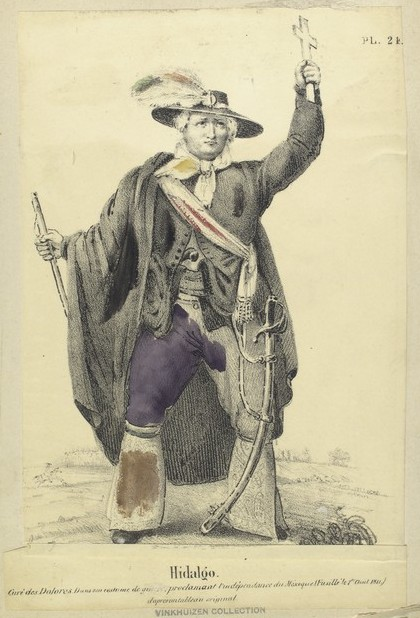
Miguel Hidalgo y Costilla
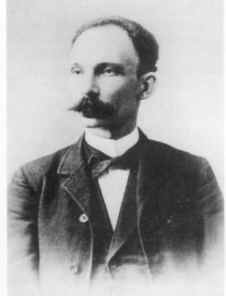
José Martí
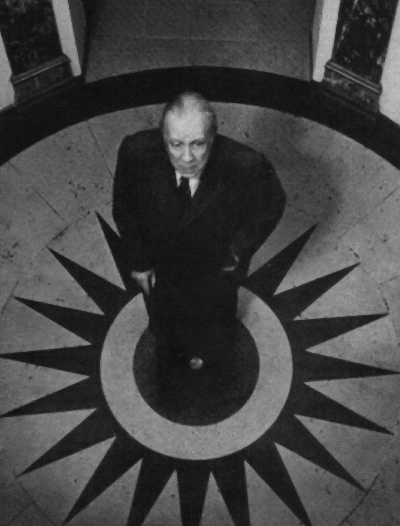
Jorge Luis Borges
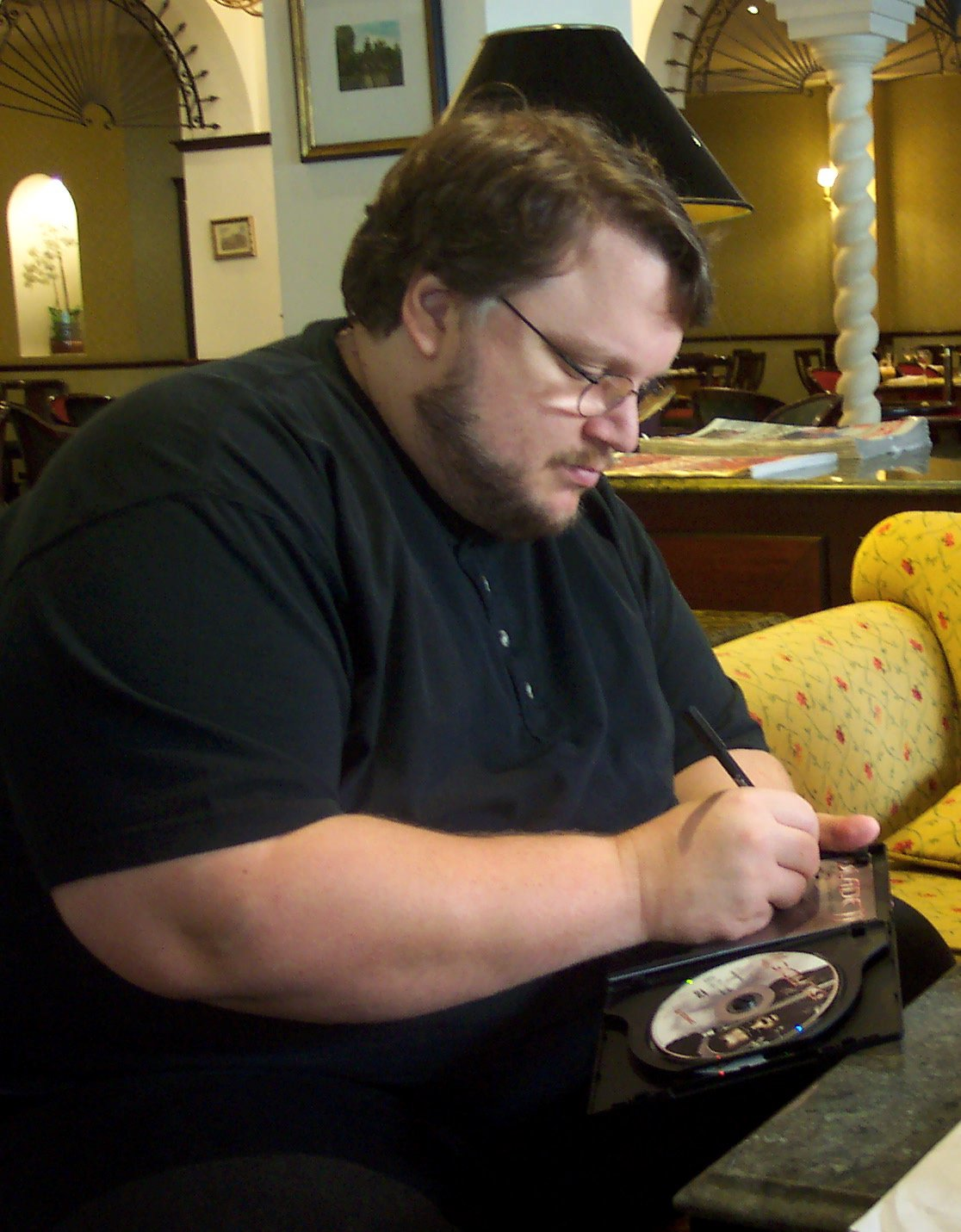
Guillermo del Toro